# Верховодько, Владимир Михайлович
Владимир Михайлович Верховодько (1918—1999) — советский железнодорожник, Герой Социалистического Труда (1959).

## Биография
Владимир Михайлович Верховодько родился 22 июня 1918 года в деревне Уборок (ныне — Лоевский район Гомельской области Белоруссии). В 1938 году был призван на службу в Рабоче-Крестьянскую Красную Армию. В 1942 году окончил спецшколу диверсантов в Москве, после чего был заброшен в немецкий тыл в составе отряда полковника Антоненко. В августе 1942 года в очередном бою получил тяжёлое ранение и потерял левый глаз. В декабре 1943 года вновь был заброшен в немецкий тыл в качестве командира партизанского отряда 1-й партизанской бригады имени К. С. Заслонова. В июне 1944 года вновь был ранен.
После окончания войны в звании старшего сержанта Верховодько был демобилизован. Проживал в Москве, работал инструктором по автосцепке на Западной железной дороге, затем стал мастером вагонного депо «Москва-Смоленская» Калининской (впоследствии — Московской) железной дороги.
Указом Президиума Верховного Совета СССР от 1 августа 1959 года за «выдающиеся успехи, достигнутые в деле развития железнодорожного транспорта» Владимир Михайлович Верховодько был удостоен высокого звания Героя Социалистического Труда с вручением ордена Ленина и медали «Серп и Молот».
Продолжал работать на железной дороге, в 1961 году заочно окончил Московский институт инженеров железнодорожного транспорта. Скончался 8 февраля 1999 года.
Был также награждён орденами Октябрьской Революции, Отечественной войны 1-й степени, Славы 3-й степени, а также рядом медалей.